# Салют-7 (фильм)
«Салю́т-7» — российский драматический фильм 2017 года, снятый режиссёром Климом Шипенко по сценарию Натальи Меркуловой и Алексея Чупова.
Премьера фильма в мире состоялась 21 сентября 2017 года и 12 октября 2017 года в России.
Главные роли сыграли Владимир Вдовиченков и Павел Деревянко.
В 2018 году картина была удостоена премии «Золотой орёл» за «Лучший фильм» и «Лучший монтаж фильма»; премии «Ника» за «Лучшую операторскую работу» и номинации на «Нику» за «Лучший игровой фильм»; Гран-при кинофорума «Золотой Витязь».
В 2022 году на экраны вышла режиссёрская версия фильма.

## Сюжет
25 июля 1984 года. Экипаж космического корабля «Союз Т-12» выполняет сварные работы в открытом космосе. Заусенец от сварного шва протыкает перчатку космонавту Светлане Лазаревой. Её напарник Владимир Фёдоров аккуратно перекусывает занозу и отводит Лазареву к люку корабля, однако при заходе в люк он замечает некое синее свечение. Руководство и врачи решают, что он испытывал галлюцинации, и отстраняют его от полётов, чему очень рада жена Фёдорова.
11 февраля 1985 года советская орбитальная станция «Салют-7», последние полгода находящаяся на орбите в беспилотном режиме, неожиданно полностью теряет управление и перестаёт отвечать на сигналы, посылаемые из Центра управления полётами (ЦУПа). Это становится основной темой сообщений всех мировых СМИ, западное телевидение и газеты усердно нагнетают угрозу неуправляемого падения станции на какой-нибудь населённый район. Власти СССР узнают о подготовке американцами к запуску космического челнока «Челленджер», размеры грузового отсека которого весьма подозрительно соответствуют размерам «Салюта-7», а один из его членов экипажа — француз Патрик де Бонель — уже летал на станцию вместе с Фёдоровым и советским экипажем и хорошо знаком с ней.
Руководство ЦУПа лихорадочно готовит для спасения станции экипаж корабля «Союз Т-13», который должен состоять из пилота и бортинженера; третьим местом на этот раз решают пожертвовать в пользу запасов воздуха. Одна из кандидатур безальтернативна — Виктор Алёхин; инженер-конструктор, буквально собиравший эту станцию собственными руками. Но ни одному из кандидатов в пилоты не удаётся на тренажёре пристыковать корабль к хаотично вращающейся станции; все они приходят в одному и тому же выводу — такое в принципе невозможно. Руководитель полётов Валерий Шубин предлагает отстранённому от космоса Фёдорову, как самому опытному и умелому мастеру «космического пилотажа» в СССР, лететь с Алёхиным.
6 июня 1985 года. Фёдоров, «поймав» ритм вращения, со второй попытки виртуозно состыковывает корабль со станцией. Космонавты обнаруживают, что система ориентации не работает, солнечные батареи «Салюта-7» не могут развернуться на светило и космическая станция не только полностью обесточена, но и буквально залита в лёд из-за прорыва системы водоснабжения. ЦУП предлагает космонавтам с помощью двигателей «Союза Т-13» сбросить станцию в океан, поскольку её отогрев крайне опасен — оттаявшая в самых неожиданных местах вода может вызвать короткие замыкания и пожар, а многодневное пребывание на замёрзшей станции может погубить космонавтов. Однако Фёдоров и Алёхин всё же решаются приступить к отогреву и ремонту станции. Выйдя в космос в процессе ремонта станции, Фёдоров замечает, что метеоритный дождь повредил кожух датчика системы ориентации солнечных батарей. Тем временем образовавшаяся капля воды попадает на проводку «Союза Т-13» и вызывает замыкание и пожар. Алёхину удаётся потушить его разгерметизацией, но корабль полностью выгорает изнутри, Виктор получает серьёзные ожоги.
Миссия на грани срыва, с мыса Канаверал взлетает «Челленджер». Советские военные готовятся сбить станцию, даже невзирая на присутствие на ней людей, чтобы не позволить советским секретам попасть в руки вероятного противника. Руководство ЦУПа с ужасом понимает, что кислорода для возвращения на Землю хватит лишь на одного члена экипажа. Фёдоров готов пожертвовать жизнью ради спасения друга, но Алёхин отвергает его жертву. Он предлагает срубить молотком сплющенный кожух датчика, тогда, возможно, система заработает и развернёт батареи к Солнцу, энергопитание восстановится, автоматика станции, в том числе система регенерации воздуха, снова заработает.
Отчаянная попытка оказывается успешной. «Челленджер» подлетает к «Салюту-7», но станция уже вошла в рабочий режим и контроль над ней восстановлен. Патрик де Бонель сквозь стекло иллюминатора пилотской кабины шаттла салютует Фёдорову и Алёхину. Космонавты видят некое синее свечение, которое ранее видел Фёдоров.

## В ролях

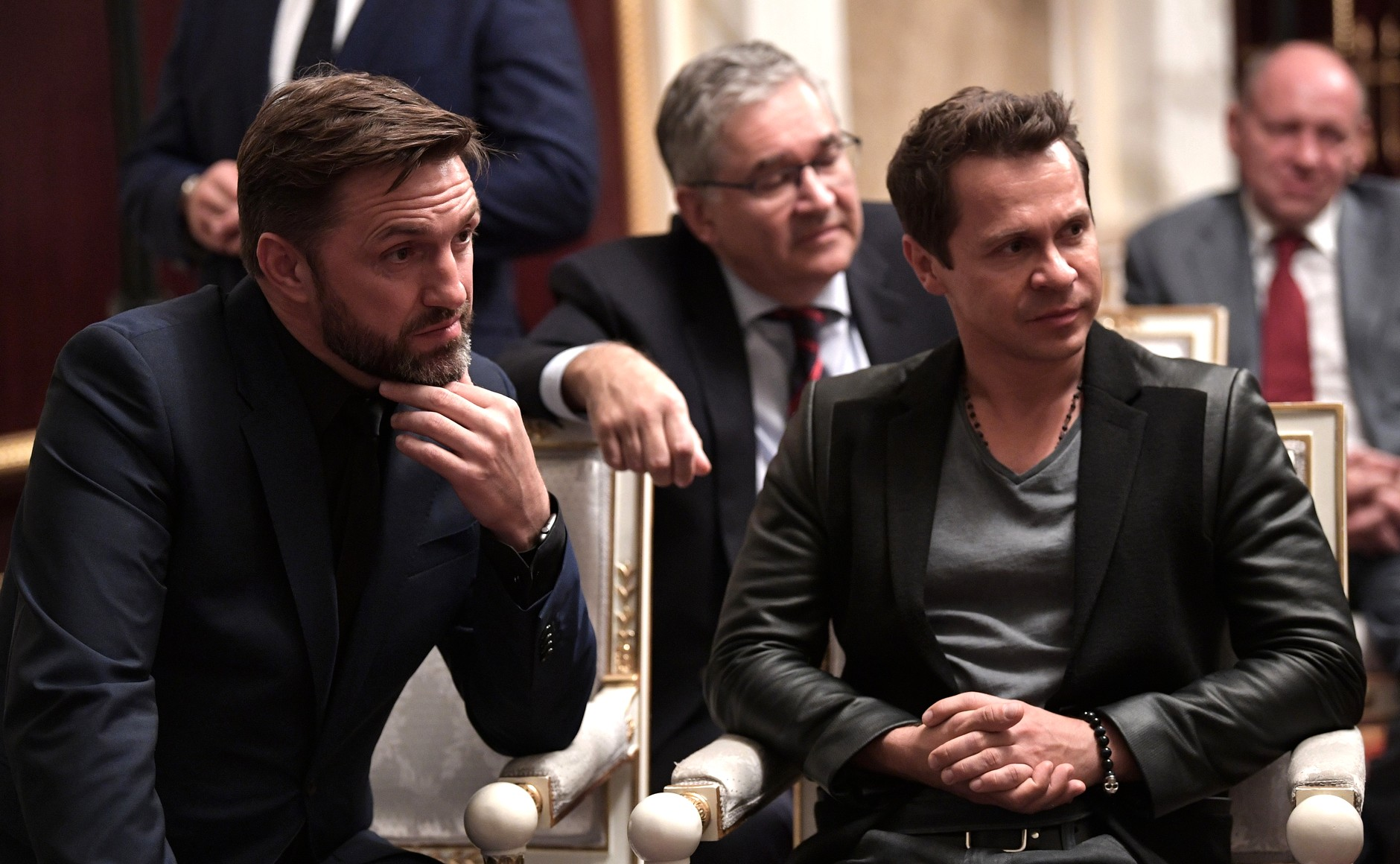
Владимир Вдовиченков и Павел Деревянко

| Актёр                  | Роль                                                                           |
| ---------------------- | ------------------------------------------------------------------------------ |
| Владимир Вдовиченков   | командир экипажа «Союз Т-13» Владимир Фёдоров (прототип — Владимир Джанибеков) |
| Павел Деревянко        | бортинженер «Союз Т-13» Виктор Алёхин (прототип — Виктор Савиных)              |
| Александр Самойленко   | руководитель полётов Валерий Шубин (прототип — Валерий Рюмин)                  |
| Александр Ратников     | помощник руководителя полётов (прототип — Виктор Благов)                       |
| Виталий Хаев           | Юрий Михайлович Шумаков                                                        |
| Игорь Угольников       | Болдырев                                                                       |
| Мария Миронова         | жена Владимира Нина Фёдорова                                                   |
| Любовь Аксёнова        | жена Виктора Лилия Алёхина                                                     |
| Оксана Фандера         | космонавт Светлана Лазарева (прототип — Светлана Савицкая)                     |
| Никита Панфилов        | космонавт Игорь Зайцев (прототип — Игорь Волк)                                 |
| Полина Руденко         | дочь Владимира Оля Фёдорова                                                    |
| Александра Серебрякова | сотрудник ЦУП                                                                  |
| Наталья Кудряшова      | врач ЦУП                                                                       |
| Артур Ваха             | врач-психотерапевт                                                             |
| Клим Шипенко           | американский астронавт                                                         |
| Михаил Сакулин         | французский астронавт Патрик де Бонель (прототип — Жан-Лу Кретьен)             |
| Сергей Чонишвили       | голос за кадром во время выпусков новостей зарубежных телеканалов              |

## Съёмочная группа
| Режиссёр-постановщик                  | Клим Шипенко                                                    |
| Продюсеры                             | Антон Златопольский, Сергей Сельянов, Бакур Бакурадзе           |
| Исполнительные продюсеры              | Юлия Мишкенене, Наталья Смирнова                                |
| Автор идеи                            | Алексей Самолётов                                               |
| Авторы сценария                       | Наталья Меркулова, Клим Шипенко, Алексей Чупов, Бакур Бакурадзе |
| Оператор-постановщик космических сцен | Сергей Астахов                                                  |
| Оператор-постановщик сцен на Земле    | Иван Бурлаков                                                   |
| при участии                           | Кирилла Боброва                                                 |
| Художники-постановщики                | Павел Новиков, Сергей Тырин                                     |
| Художники по костюмам                 | Надежда Васильева, Татьяна Патрахальцева                        |
| при участии                           | Елены Лукяновой                                                 |
| Художник по костюмам                  | Тамара Фрид                                                     |

## Создание
Идея фильма, основанного на реальных событиях по спасению орбитальной станции «Салют-7», принадлежит тележурналисту Алексею Самолётову, специализирующемуся на космической тематике. По словам продюсера Бакура Бакурадзе, авторы сценария опирались на дневники Виктора Савиных, которые подробно рассказывают обо всей экспедиции, но «человеку, не знающему тонкости космической темы, сложно разобраться во всех деталях. Поэтому какие-то вещи пришлось упрощать, а какие-то, наоборот, усиливать, адаптировать для нашего понимания». По этим причинам фамилии главных действующих героев были изменены.
Авторы фильма выбрали материал, который позволил сохранить верность фактам. Консультантами были космонавты Сергей Крикалёв и Александр Лазуткин, глава «Роскосмоса» Игорь Комаров и специалисты Ракетно-космической корпорации «Энергия» имени С. П. Королёва.
Специально построенный съёмочный павильон находился в пригороде Петербурга, так как помещения «Ленфильма» не способны были вместить всё необходимое. Были созданы копия ЦУПа и Центра подготовки космонавтов с макетами «Салюта-7» и «Союза Т-13» в натуральную величину. Предприятия госкорпорации «Роскосмос» — ОАО РКК «Энергия» и ФГБУ «НИИ ЦПК им. Ю. А. Гагарина» — предоставили для съёмок оборудование, ранее побывавшее в космосе.
Для проектирования и контроля сложных съёмочных устройств был приглашён Сергей Астахов, который известен не только как кинооператор, но и как мастер по части непростых съёмочных техник. На проекте он был оператором-постановщиком космических сцен и инженером всей технологической части съёмок. Для каждого кадра были разработаны собственные системы съёмок, использовались разные подвесы и способы крепления, чтобы реалистично показать взаимодействие с объектами в невесомости и обеспечить гладкий переход в компьютерную анимацию.

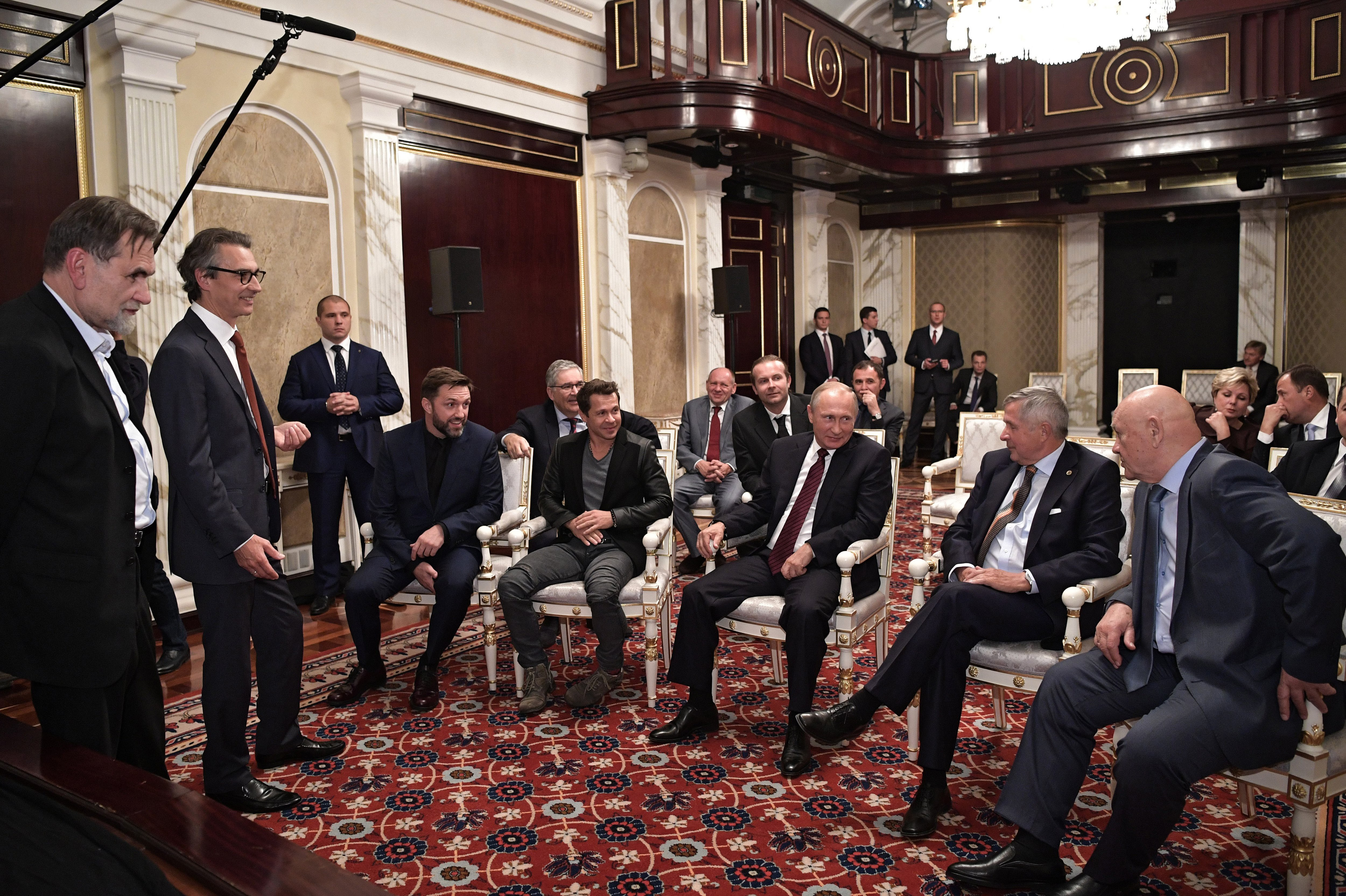
Создатели фильма и прототипы главных героев во время встречи с Владимиром Путиным. 4 октября 2017 года

Чтобы выдерживать нагрузки почти как настоящим космонавтам, актёры прошли серьёзную физическую подготовку. Съёмки длились несколько месяцев с огромным физическим напряжением. Рабочий день составлял 12 часов, и 90 % съёмочного периода занимали «вывешивания» в так называемой невесомости. На съёмках актёры двигались, используя специальные тросы. Чтобы понять, как двигаться в состоянии невесомости, как ведёт себя тело, необходимо было почувствовать невесомость. На специальной тренировке самолёт Ил-76 десять раз поднимался на высоту несколько тысяч метров и резко шёл вниз по параболе, при этом на 26 секунд появлялась невесомость.

## Саундтрек
Изначально над оригинальной музыкой работали Святослав Курашов и Влад Жуков. Но результат не устроил продюсеров, и к проекту были привлечены Иван Бурляев и Дмитрий Носков («Притяжение», «Призрак», «Мы из будущего»), которые практически полностью переписали прежний саундтрек. Музыка Бурляева и Носкова была записана средствами симфонического оркестра, аналоговых и цифровых синтезаторов.
Среди музыкальных тем фильма присутствуют интонация гимна СССР и сюиты «Время вперёд» Георгия Свиридова.
Также в фильме звучат песни:
- Cinderella (Влад Жуков Remix) — Алексей Архиповский
- Нам бы выпить перед стартом… — Юрий Визбор
- Куплеты водовоза (из кинофильма «Волга, Волга») — Павел Оленев
- Трава у дома — «Земляне»
- Арлекино — Алла Пугачёва
- Корабли — Владимир Высоцкий

Официальный саундтрек к фильму был выпущен 13 октября 2017 года «Первым музыкальным издательством» и включает в себя музыку всех композиторов, работавших над фильмом и композиции других исполнителей, вошедших в фильм.

## Премьера
27 июля 2017 года 30-минутный фрагмент фильма был представлен жителям города Байконур, сотрудникам «Роскосмоса» и предприятий ракетно-космической отрасли России.
Премьера полной (двухчасовой) версии фильма состоялась 18 августа 2017 года на открытии V российского фестиваля короткометражного кино «Короче» в Калининграде.
15 сентября 2017 года фильм показали в Ялте, в кинотеатре «Сатурн» на открытии кинофестиваля «Евразийский»
4 октября 2017 года в кинозале Государственного Кремлёвского дворца прошёл предпремьерный показ фильма, ставший главным событием торжественного вечера, посвящённого 60-летию со дня запуска СССР первого искусственного спутника Земли. После просмотра фильма с его съёмочной группой встретился Президент России Владимир Путин, посмотревший фильм накануне вечером. На встрече присутствовали также лётчики-космонавты Владимир Джанибеков, Виктор Савиных и Олег Скрипочка, глава Роскосмоса Игорь Комаров и дочь первого космонавта Юрия Гагарина Елена Гагарина.
Общероссийская премьера фильма состоялась 12 октября 2017 года.
Фильм с конца 2018 года выложен на YouTube, сначала 23 ноября в обычном разрешении, затем 6 декабря в 4К.

## Критика и отзывы
Кинокритик Сусанна Альперина («Российская газета»), посмотрев картину на закрытии кинофестиваля «Короче», отмечала неторопливую, эмоционально взвешенную работу создателей фильма, которые не пошли по «пути обострения и нагнетания рабочих отношений в ЦУПе, выяснения важных вопросов с советским министерством обороны и Политбюро в смысле международной и отраслевой политики, хотя могли закрутить интригу ещё ту. Для них же было главное показать подвиг космонавтов, которые в вязаных шапочках, без перчаток, с температурой, в сложных обстоятельствах, находясь на грани, починили замёрзшую космическую станцию. Вернули к жизни не только её, но и репутацию страны. И это сделано хорошо». Игру актёрского дуэта Владимира Вдовиченкова и Павла Деревянко Сусанна Альперина считает несомненной удачей картины. Как недостаток критиком отмечается слабо проработанная семейная линия. По её мнению, отношения с самыми родными и близкими людьми «представлены классическим пунктиром, основанном на стереотипах понимания хорошей и правильной семьи».
Космонавт Виктор Савиных: «Ни сценаристы, ни режиссёр во время работы над фильмом ко мне не обращались ни с вопросами, ни с просьбами о консультациях. Видимо, им просто не нужно знать правду о том полёте. У них цель была иной — деньги на прокате заработать. Думаю, они взяли информацию из моей книги „Записки с мёртвой станции“ и посчитали, что им этого достаточно. Ну что ж, это их решение». Позднее, уже после просмотра, Виктор Савиных признался, что фильм в целом пришёлся ему по душе: «Фильм хороший, зрелищный, народу точно понравится. Особенно хочу отметить замечательное качество изображения космоса, невесомости: компьютерная графика воссоздаёт размах и красоту неба. Что касается неточностей, ну да, они есть. Вопрос, сбивать ли станцию, вообще не стоял. Вместо кувалды у нас была просто монтировка, ею мы пытались ликвидировать совсем другую неисправность. Мы не курили, не горели. Хотя в космосе действительно было несколько пожаров. Но по существу вранья нет. Поэтому в целом фильм пришёлся по душе. А если бы я не работал в космосе, понравился бы ещё больше. Трудно смотреть на придуманное на экране, когда знаешь, как всё было на самом деле».
Космонавт Владимир Джанибеков: «У меня сложное отношение к этому фильму. С точки зрения художественной картинки проделана прекрасная работа: потрясающие кадры, эффекты, актёры сыграли великолепно, даже невесомость удалось передать очень круто. Но присутствует какой-то американский вариант воздействия на мозги зрителей. Показали страшных русских генералов, готовых расстреливать своих в космосе. В фильме присутствует и высшее руководство страны с угрозами. Хотя всё было ровно наоборот: все надеялись на успех, спрашивали, чего не хватает, чтобы всё получилось. Никогда не угрожали нам. Работники ЦК КПСС и Минобороны только поддерживали, желали победы и соболезновали, если что-то шло не так. Наша армия несёт другую функцию: выручать, спасать, защищать и никогда не убивать. Когда люди за рубежом будут внимательнее смотреть ситуацию в Центре управления полётами, как вы думаете, это мимо пройдёт? Нет. Вообще, как было на самом деле, можно прочитать в книге Виктора Савиных „Записки с мёртвой станции“. Да и в бортовом журнале не было никаких намёков на угрозы».
Также с критикой искажения действительных событий выступил Виктор Дмитриевич Благов, заместитель руководителя полётом станции «Салют-7», отметивший тем не менее, что считает фильм полезным для молодёжи, несмотря на надуманность некоторых ситуаций.
Кинокритик Константин Баканов («Собеседник») отметил мастерство продюсерско-режиссёрской команды, которой почти удалось за относительно небольшие деньги снять блокбастер, не смахивающий на госзаказ: «„Выжить по-русски“ — таким мог бы быть слоган фильма. Техника так себе, приказы не слушаем, режим нарушаем, висим на волоске, надеемся на чудо — и это чудо (ну надо же!) всякий раз происходит. Это точно не про американцев. Это про нас».